# قصه‌های خوب برای بچه‌های خوب
قصه‌های خوب برای بچه‌های خوب مجموعه کتابی است به قلم مهدی آذر یزدی که در آن، داستان‌های کهن را برای کودکان و به زبان کودکانه، بازنویسی کرده‌است. وی نخستین کتاب از مجموعهٔ ۸ جلدی قصه‌های خوب برای بچه‌های خوب را در سال ۱۳۳۵ توسط مؤسسه انتشاراتی امیرکبیر منتشر کرد. او برای این اثر در سال ۱۳۴۲ (۱۹۶۳ میلادی)، برندهٔ جایزهٔ یونسکو شد و سال ۱۳۴۵ نیز، جایزهٔ سلطنتی کتاب سال را از آن خود کرد. برخی از کتاب‌های این مجموعه، از سوی شورای کتاب کودک به عنوان کتاب برگزیدهٔ سال پذیرفته شده‌اند. این اثر به زبان اسپانیایی، ارمنی، چینی و روسی ترجمه شده‌است. به خاطر آثار ارزشمند او در زمینهٔ کتاب کودک، روز درگذشت او به نام روز ملی ادبیات کودک و نوجوان نام‌گذاری شده‌است. این مجموعه تاکنون، ۱۰۷ بار تجدید چاپ شده‌است.

## جلدها
مجلدات قصه‌های خوب برای بچه‌های خوب:
- جلد ۱ - قصه‌های کلیله و دمنه
- جلد ۲ - قصه‌های مرزبان نامه
- جلد ۳ - قصه‌های سندبادنامه و قابوسنامه
- جلد ۴ - قصه‌های مثنوی معنوی
- جلد ۵ - قصه‌های قرآن
- جلد ۶ - قصه‌های شیخ عطار
- جلد ۷ - قصه‌های گلستان و ملستان
- جلد ۸ - قصه‌های چهارده معصوم